# Bleu, blanc, blond
Bleu, blanc, blond  est une chanson de Marcel Amont qui paraît en 1959, adaptation du succès américain de Johnny Tillotson True, true happiness.

## Histoire du titre
Issu d'une famille de la vallée d'Aspe, Marcel Amont se rend à Paris en 1950 avec la volonté de devenir artiste. Il joue dans les cabarets et est remarqué par Jean Nohain. En 1956, il signe un contrat avec la firme Polydor, passe à l'Olympia en première partie d'Édith Piaf, enregistre son premier disque en public et obtient le Grand Prix du disque de l'Académie du disque français, en même temps que Serge Gainsbourg et Juliette Gréco. Il est lancé peu de temps avant le début des années marquées dans la chanson française par la vague yéyé. Plusieurs succès suivent.
Quelques années plus tard, lors d'un voyage à New York, il entend à la radio, dans un taxi, un air dont la mélodie est simple mais efficace, True, true happiness. Écrite et composée par Hal Greene et Richard Wolf (restés peu connus, à part pour ce titre) cette chanson est également interprétée par Johnny Tillotson. Pour obtenir des paroles françaises, Marcel Amont met à contribution Jean Dréjac, qui ne cherche pas à rester fidèle au sens du texte original. Marcel Amont l'enregistre en 1959. Le succès du titre est renforcé dans le Sud de la France par le texte, qui évoque le ciel de Provence, et par l'accent méridional du chanteur,.